# إستر مولنار
إستر مولنار (بالمجرية: Molnár Eszter)‏ مواليد 27 نوفمبر 1978 في المجر، هي لاعبة كرة مضرب مجرية سابقة، اعتزلت اللعب في 2005. أعلى تصنيف لها في الفردي كان المركز الـ 252 في سنة 2001. أعلى تصنيف لها في الزوجي كان المركز الـ 192 في سنة 2002.

## روابط خارجية
- إستر مولنار على موقع رابطة محترفات التنس (الإنجليزية)
- إستر مولنار على موقع الاتحاد الدولي لكرة المضرب (الإنجليزية)
- إستر مولنار على موقع خلاصة التنس.كوم (الإنجليزية)